# Аппоматток
Аппоматток (англ. Appomattoc) — історичне плем'я індіанців Вірджинії. Аппоматтоки мешкали вздовж нижньої течії річки Аппоматтокс, на південному сході сучасної Вірджинії: в районі сучасних Пітерсберга, Колоніал-Гайтса, округів Честерфілд та Динвідді.
Аппоматтоки були близькими до інших племен, які складали Конфедерацію Повхатан і контролювали територію, відому тоді як Тенакомака (нинішній Тайдвотер (англ. Tidewater) — Приморська Вірджинія).

## Історія
За словами англійського письменника XVI—XVII століть, чиї твори є одним із першоджерел ранньої історії англійської колонізації Північної Америки, Вільяма Стрейчі, аппоматтоки були одним із чотирьох племен, які складали початкову спадщину вождя Повхатана, до того, як він приєднав до Конфедерації інші племена.
У 1608 році в племені було 60 воїнів. Їхнє основне поселення, яке було на місці Бермудської сотні, англійці спалили у 1611 році.
У 1705 році Роберт Беверлі-молодший зазначив, що плем'я аппоматток складається з не більше семи сімей, що мешкають на пасовищі Вільяма Берда II на плантації Вестовер. Це була остання відома згадка про них як про окреме плем'я в історичних записах. До 1722 року племя повністю вимерло.
Назва «аппоматтокс» іноді застосовувалася щодо іншого племені — матчотік, яке являло собою пізніші комбінації залишків племен Конфедерації Повхатан.